# Dvorce (Słowenia)
Dvorce – wieś w Słowenii, w gminie Brežice. W 2018 roku liczyła 112 mieszkańców.